# Diabolical Fullmoon Mysticism
Diabolical Fullmoon Mysticism è il primo album in studio del gruppo musicale black metal norvegese Immortal, pubblicato nel 1992 dalla Osmose Productions.

## Edizioni
È stato ripubblicato varie volte, nel 1998 in picture disc in edizione limitata di 300 copie, nel 2005 in vinile in sole mille copie. Fu girato anche un video per la traccia Call of the Wintermoon.

## Tracce
Testi di Demonaz Doom Occulta, musiche di Abbath Doom Occulta e Demonaz Doom Occulta.
1. Intro – 1:34
2. The Call of the Wintermoon – 5:40
3. Unholy Forces of Evil – 4:28
4. Cryptic Winterstorms – 6:08
5. Cold Winds of Funeral Dust – 3:47
6. Blacker Than Darkness – 4:17
7. Perfect Vision of the Rising Northland – 9:04

## Formazione[2][3]
- Abbath Doom Occulta – voce, basso
- Demonaz Doom Occulta – chitarra
- Armagedda – batteria

## Crediti
- Eirik Hundvin - produttore, ingegneria del suono
- Jannke Wisa Hansen - logo e copertina
- Immortal - foto
- Stein Kare - foto retro
- Demonaz - layout grafico del disco